# Казімеж-Біскупі
Казімеж-Біскупий (пол. Kazimierz Biskupi) — село в Польщі, у гміні Казімеж-Біскупи Конінського повіту Великопольського воєводства.
Населення — 4317 осіб (2011).
У 1975-1998 роках село належало до Конінського воєводства.

## Демографія
Демографічна структура станом на 31 березня 2011 року:
|          | Загалом | Допрацездатний вік | Працездатний вік | Постпрацездатний вік |
| -------- | ------- | ------------------ | ---------------- | -------------------- |
| Чоловіки | 2165    | 462                | 1532             | 171                  |
| Жінки    | 2152    | 404                | 1363             | 385                  |
| Разом    | 4317    | 866                | 2895             | 556                  |